# Anela
Anela (en sard, Anela) és un municipi italià, dins de la província de Sàsser. L'any 2007 tenia 817 habitants. Es troba a la regió de Goceano. Limita amb els municipis de Bono, Bultei i Nughedu San Nicolò.

## Administració
| Període | Identitat       | Partit               |
| ------- | --------------- | -------------------- |
| 2006-   | Salvatore Serra | comissari prefectici |